# 中華民國駐海地大使館
中华民国驻海地大使馆（法語：Ambassade de la République de Chine (Taïwan) en Haïti）是中華民國（臺灣）在海地首都太子港附近的佩蒂翁維爾市设立的大使馆。

## 歷史
1956年4月25日，中华民国与海地建立大使级外交关系。同年7月2日，驻古巴使馆开始划归驻海地使馆管辖 。
1960年5月30日，中华民国驻海地公使馆在太子港设立。1965年9月7日，中华民国驻海地公使馆升格为大使馆。
自1966年10月5日首任大使高岛明到任以来，中华民国驻海地大使馆已经存在了半个多世纪。
2021年7月8日，中华民国驻海地大使馆发现多名可疑人员未经大使馆许可进入馆内，海地警察逮捕了11名闯入者。

## 大使
2024年9月，胡正浩二度就職擔任駐海地大使，並自此擔任特命全權大使。

## 相關項目
- 中華民國—海地關係
- 中華民國駐外機構列表
- 駐海地外交機構列表
- 駐臺灣外交機構列表
  - 海地驻中华民国大使馆（日语：在中華民国ハイチ大使館）